# Sườn nướng

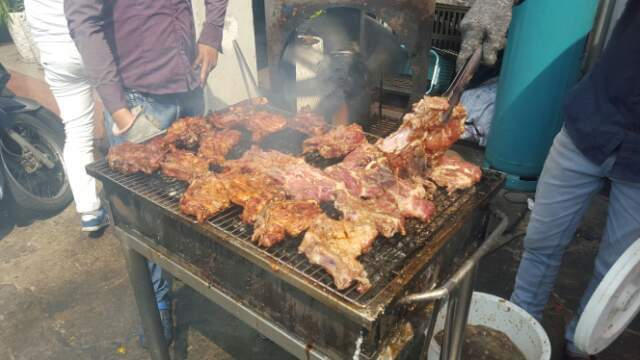
Sườn nướng Việt Nam

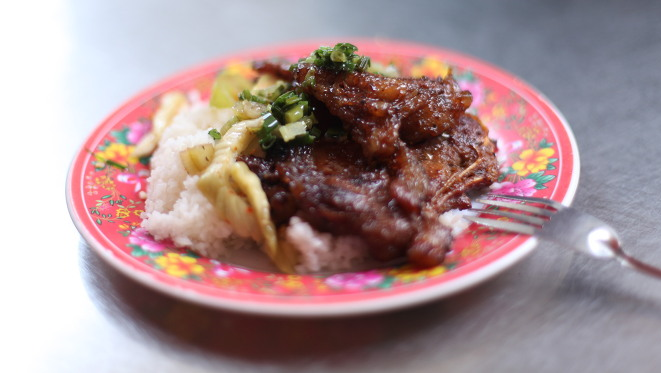
Cơm sườn nướng

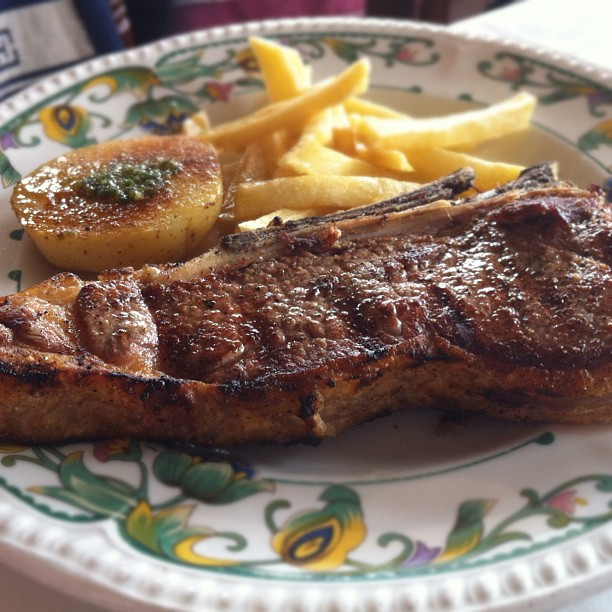
Miếng sườn nướng

Sườn nướng là một món ăn phổ biến được chế biến từ một miếng sườn của động vật (thường là sườn lợn hay sườn cừu) với phương pháp nướng. Ở Việt Nam, sườn nướng chủ yếu bằng sườn heo và hay dùng với cơm tấm chan mỡ hành ăn cùng với cà chua, đồ chua và dưa leo, phổ biến trong các quán cơm bụi, được bày bán vào buổi sáng và buổi tối.

## Chế biến
Sườn nướng được chế biến bằng việc chặt nhỏ miếng sườn gồm cả xương và thịt, tiếp đến là giai đoạn tẩm gia vị để miếng sườn thấm đều gia vị (ướp sườn với tương ớt, mật ong, bột nêm, tỏi, hành, nước tương, dầu ăn) sau đến là công đoạn nướng. Có thể nướng bằng vỉ hoặc kẹp sườn để nướng. Thời gian nướng vừa đủ để miếng sườn chín đều và không quá cháy, miếng sườn ngon nhất khi có màu vàng bóng (của dầu mỡ) và chín đều cả hai bên. Sườn nướng có thể nướng với nhiều gia vị khác như mật ong hay sả.
Sườn nướng là món ăn được yêu thích của nhiều gia đình bởi hương vị thơm ngon, đậm đà của thịt. Tuy nhiên, sườn khi nướng nhiều khi lại khô, chắc, không ngon. Do vậy, để sườn nướng muốn ngon có thể có nhiều cách, nhưng trước hết không ướp sườn với muối, chỉ ướp nước tương hoặc nước mắm. Khi nướng, không ấn miếng thịt mà phải để cho thịt chín tự nhiên và thường xuyên phết nước ướp lên sườn, tránh trở nhiều lần.

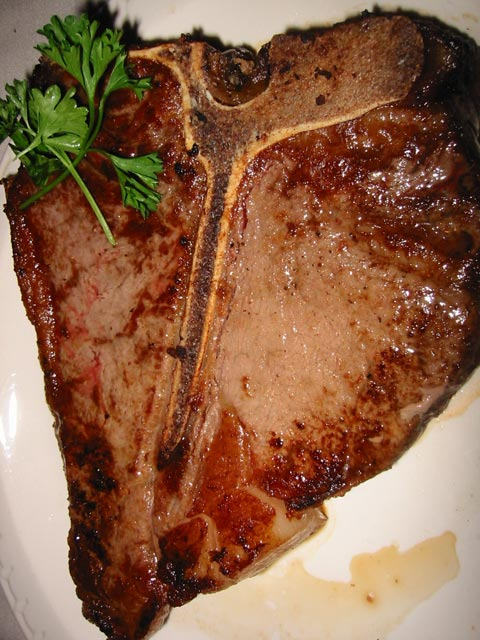
Một miếng sườn nướng

Ngoài ra còn có kỹ thuật nướng hai lần. Lần đầu nướng sơ rồi cho trở lại vào nước ướp, thỉnh thoảng trở cho sườn thấm. Khi gần ăn mới lấy ra nướng lại cho sườn chín hẳn. Trong khi nướng chỉ nên để lửa nhỏ vừa, chú ý là khi nướng thịt thì phải trở đều các mặt và thoa thêm chút ít dầu ăn ở mỗi bên thịt để thịt không bị khô.
Đạt chất lượng khi miếng sườn nướng màu vàng hấp dẫn và hương vị thơm ngon, sườn nướng phải mềm mại, có chút cay Ngoài ra có món sườn nướng kiểu Hàn Quốc có nhiều ưu điểm: làm rất đơn giản, thời gian chuẩn bị không nhiều